# Hippobosca variegata
Hippobosca variegata är en tvåvingeart som beskrevs av Johann Karl Megerle von Muhlfeld 1803. Hippobosca variegata ingår i släktet Hippobosca och familjen lusflugor. Inga underarter finns listade i Catalogue of Life.